# تود هايز
تود هايز (بالإنجليزية: Todd Hays)‏ هو متزلج جماعي أمريكي، ولد في 21 مايو 1969 في ديل ريو في الولايات المتحدة.

## وصلات خارجية
- تود هايز على موقع IBSF (الإنجليزية)
- تود هايز على موقع شيردوغ (الإنجليزية)
- تود هايز على موقع أوليمبيديا (الإنجليزية)